# 石固镇
石固镇，是中华人民共和国河南省许昌市长葛市下辖的一个乡镇级行政单位。位于长葛市西南部，距市区13千米。面积38.5平方千米，2005年人口4.1万。

## 历史
1951年建立石固区，1956年改中心乡，1966年改公社，1984年改乡，1985年建镇。
2000年成为河南省“重点镇”。镇内有全国重点文物保护单位——石固遗址。

## 行政区划
石固镇下辖以下地区：
老石固村、南寨西街村、南寨南街村、南寨东街村、北寨东街村、北寨北街村、北寨西街村、宗庄村、沈庄村、王庄村、花园村、合寨李村、祥符梁村、南张庄村、中岳店村、梁庄村、栗庄村、朝阳村、杨庄村、大马村、岗李村、曹岗村、谷马村、纸坊李村、花杨村、乔庄村和岗河村。